# 紧急迫升
《紧急迫升》（英語：Elevated）是一部1996年的加拿大短篇電影，由溫琴佐·納塔利執導，他與卡倫·沃頓共同編劇，後者也參與了《女狼傳奇》的編劇。

## 剧情
埃伦从她38层的工作场所乘坐电梯，按下了通往停车场的按钮。魁梧的工人本在下面几层上了电梯。在4楼，电梯打开了，但没有人，直到电梯门即将关闭时听到一声喊叫。埃伦把住门，惊慌失措的保安汉克进入电梯，他又把电梯按了上去。埃伦和本提出抗议，但看到汉克的衬衫上沾满了血。
汉克说外面有什么东西，看起来像异形，在杀人，正要抓他。本不相信，试图把电梯按下去，但不成功。汉克透露他用他的安全卡来控制电梯。本试图抢夺那张卡，但汉克拔出一把刀来保护自己。本控制住汉克，而埃伦试图用电梯里的电话求救，但无济于事。电梯摇晃，灯光熄灭。本忍受着幽闭恐惧症，用汉克的刀撬开控制面板，试图操作电梯，但汉克阻止了他。然后，他试图打开电梯上方的窗口，但汉克再次阻止他，说怪物会把他们全部杀死。电梯开始运行，埃伦夺过卡片，按下了车库层的按钮。本则按下了39楼的按钮。
当门打开时，没有异形怪物的迹象。本走了出来，邀请埃伦和他一起走楼梯离开。埃伦最初接受了，但看到本的口袋里放着汉克的刀，又冲进了电梯。当电梯下降时，汉克按下停止按钮，有东西试图打开电梯上方的窗口。汉克把窗口关上，指示埃伦按下44层的按钮。外面的东西最终将电梯上方挤凹了，本残缺不全的尸体掉进了电梯里。
埃伦指责汉克不让本进来，他们争夺安全卡，却掉进电梯门和地板之间的缝里。埃伦用刀撬开面板，而汉克试图说服她留在电梯里更安全。她不小心刺伤了汉克，但后来又连刺多刀将他杀死。电梯下降到停车场。
当电梯门打开时，一群人大喊大叫挤进电梯。埃伦恶狠狠地笑着。

## 演员
- 大衛·惠利特 饰 汉克
- 薇琪·帕帕斯 饰 埃伦
- 布魯斯·麥克菲 饰 本

## 发行
《紧急迫升》由加拿大電影中心發行，未发行家庭媒体，不过《异次元杀阵》的某些DVD版本將本片作為花絮。

## 反响
Beyond Hollywood將本片與《迷離境界》和《奇幻人間》進行比較，稱其為“一部令人驚豔的懸疑作品”。
本片获第18屆吉尼獎最佳真人短劇提名。